# Маріупольський аероклуб
Маріупольський аероклуб — навчальний заклад для підготовки льотчиків, парашутистів, планеристів.

## Історія
Заснований 1933 року. 19 травня 1934 року аероклуб отримав два навчальних літаки У-2.
Аероклуб Маріуполя готував не тільки льотчиків, але і парашутистів. З цією метою в Іллічівському районі була побудована і почала діяти в 1936 році парашутна вишка 45-метрової висоти.
Курсанти регулярно брали участь у святкуваннях Дня авіації. Наприклад, 18 серпня 1939 року відбувся повітряний парад, індивідуальний парад фігур вищого пілотажу, стрибки з парашутом з літака, одиночні і групові, а також запуск авіамоделей
Після війни аероклуб поновив свою діяльність.

## Видатні випускники
- Жоров Семен Васильович
- Суслик Клавдія
- Якименко Антін Дмитрович
- Жердєв Микола Прокопович (1911—1942) — Герой Радянського Союзу (1939)
- Бахчиванджі Григорій Якович